# MAGNUM COLLECTION 1999 "Dear"
『MAGNUM COLLECTION 1999 "Dear"』（マグナム・コレクション・ナインティーンナインティナイン ディア）は、福山雅治のベスト・アルバム。1999年12月8日発売。発売元はBMGファンハウス（現･Ariola Japan）。

## 解説
デビュー10周年を迎えるにあたり発表した2枚組ベスト・アルバム。Disc-1に1990年のデビュー曲「追憶の雨の中」から1994年までの楽曲を収録し、Disc-2には1995年から当時の最新シングル「HEAVEN／Squall」までの楽曲を収録している（「HEAVEN」は未収録）。選曲に関してはイメージした通りに仕上がった楽曲を中心に福山本人が選んでいる。本作のリミックス・リマスタリングなどの作業はロサンゼルスで行った。
オリコンチャートは初登場1位を獲得。ミリオンセラーとなり、福山にとって初となる年間アルバムランキングTOP10入りとなった。また、福山のアルバムの中で最大の売上枚数を記録している作品でもある。

## 収録曲

### Disc-1
1. 追憶の雨の中 (remix)
（作詞・作曲：福山雅治 / 補作曲：佐野日出夫 / 編曲：白浜久）
1stシングル。
2. 風をさがしてる (TV Special/'95 style)
（作詞・作曲：福山雅治 / 編曲：中村修司）
3rdシングル｢風をさがしてる｣のリテイク。1995年6月9日に出演したテレビ朝日系『ミュージックステーション』出演のためにレコーディングした音源[3]。
3. ただ僕がかわった (remix)
（作詞：福山雅治 / 作曲・編曲：後藤次利）
4thシングル「WOH WOW／ただ僕がかわった」の2曲目。
4. Good night (remix)
（作詞・作曲：福山雅治 / 編曲：松本晃彦）
5thシングル。福山が出演したTBS系金曜ドラマ『愛はどうだ』挿入歌。
5. 約束の丘 (remix)
（作詞・作曲：福山雅治 / 編曲：星勝）
6thシングル。TBS系『テレビ近未来研究所』エンディングテーマ。アサヒスーパードライ「うまい！を明日へ！」プロジェクト篇CMソング（インストゥルメンタル、2011年）。
イントロを少し追加している。
6. MELODY (remix)
（作詞・作曲：福山雅治 / 編曲：斎藤誠）
7thシングル。ロッテ「新作ロッテガム」CMソング。
7. 恋人 (remix)
（作詞・作曲：福山雅治 / 編曲：佐橋佳幸）
8thシングル「All My Loving／恋人」の2曲目。Panasonic コンポ「SC-CH505(レステイ)」CMソング。
イントロにアコースティック・ギターによるフレーズを追加している。
8. 遠くへ (remix)
（作詞・作曲：福山雅治 / 編曲：小原礼）
5thアルバム『Calling』収録曲。ロッテ「新作ロッテガム」CMソング。
9. Marcy's Song (remix)
（作詞・作曲：福山雅治 / 編曲：佐橋佳幸）
5thアルバム『Calling』収録曲。
10. IT'S ONLY LOVE (remix)
（作詞・作曲：福山雅治 / 編曲：斎藤誠）
9thシングル「IT'S ONLY LOVE／SORRY BABY」の1曲目。ダイドー「ブレンドコーヒー」CMソング。
福山初のオリコンシングルチャート1位とミリオンセラー作品。
11. 1985年 Factory Street 夏 (remix)
（作詞・作曲：福山雅治 / 編曲：小原礼）
6thアルバム『ON AND ON』収録曲。
12. GLOAMING WAY (remix)
（作詞・作曲：福山雅治 / 編曲：小原礼）
6thアルバム『ON AND ON』収録曲。
13. 明日へのマーチ (remix)
（作詞・作曲：福山雅治 / 編曲：小原礼）
6thアルバム『ON AND ON』収録曲。
14. Dear (remix)
（作詞・作曲：福山雅治 / 編曲：小原礼）
6thアルバム『ON AND ON』収録曲。Panasonic CDラジオカセット「SPATIALIZER」CMソング。アサヒスーパードライ「ドライプレミアム」CMソング（2013年）。

### Disc-2
1. HELLO
（作詞・作曲：福山雅治 / 編曲：佐橋佳幸）
10thシングル。フジテレビ系水曜劇場『最高の片想い』主題歌。
初のマキシシングル作品。
2. Message
（作詞・作曲：福山雅治 / 編曲：斎藤誠）
11thシングル「Message／今 このひとときが 遠い夢のように」の1曲目。東宝系映画『BIRTHDAY PRESENT』主題歌。
アルバム初収録。
3. 今 このひとときが 遠い夢のように
（作詞・作曲：福山雅治、Char / 編曲：Char）
11thシングル「Message／今 このひとときが 遠い夢のように」の2曲目。東宝系映画『BIRTHDAY PRESENT』挿入歌。
アルバム初収録。
4. Heart
（作詞・作曲：福山雅治 / 編曲：福山雅治、富田素弘）
12thシングル「Heart／you」の1曲目。福山が主演したTBS系金曜ドラマ『めぐり逢い』主題歌。
5. you
（作詞・作曲：福山雅治 / 編曲：富田素弘）
12thシングル「Heart／you」の2曲目。福山が主演したTBS系金曜ドラマ『めぐり逢い』挿入歌。
6. Like A Hurricane
（作詞・作曲：福山雅治 / 編曲：松本晃彦）
12thシングル「Heart／you」のカップリング。シングルバージョンはアルバム初収録。
7. 巻き戻した夏
（作詞・作曲：福山雅治 / 編曲：松本晃彦）
7thアルバム『SING A SONG』収録曲。
8. Peach!!
（作詞：福山雅治 / 作曲・編曲：福山雅治、富田素弘）
13thシングル「Peach!!／Heart of Xmas」の1曲目。フジテレビ系ドラマ『板橋マダムス』主題歌。
アルバム初収録。
9. Squall
（作詞・作曲：福山雅治 / 編曲：富田素弘）
14thシングル「HEAVEN／Squall」の2曲目。松本英子提供曲のセルフカバー。
アルバム初収録。
10. DEAD BODY (Live/'95 Style)
（作詞：福山雅治、白浜久 / 作曲・編曲：白浜久）
1stアルバム『伝言』収録曲のライヴ音源。1995年11月2日の『FUKUYAMA MASAHARU M-COLLECTION WE'RE BROS. SPECIAL '95』横浜アリーナ公演を収録。
11. BLOOD (Live/'95 Style)
（作詞・作曲：福山雅治 / 編曲：小原礼）
6thアルバム『ON AND ON』収録曲のライヴ音源。1995年11月2日の『FUKUYAMA MASAHARU M-COLLECTION WE'RE BROS. SPECIAL '95』横浜アリーナ公演を収録。
12. Good Luck (Live/'95 Style)
（作詞・作曲：福山雅治 / 編曲：小原礼）
5thアルバム『Calling』収録曲のライヴ音源。1995年11月2日の『FUKUYAMA MASAHARU M-COLLECTION WE'RE BROS. SPECIAL '95』横浜アリーナ公演を収録。
13. SORRY BABY (Live/'98 Style)
（作詞：SION、OKAMOTO / 作曲：SION / 編曲：小原礼）
9thシングル「IT'S ONLY LOVE／SORRY BABY」2曲目のライヴ音源。1998年12月31日の『5%還元イベント 福山 冬の大感謝祭 アコギで晦日!! アコギで大晦日!!』横浜アリーナ公演を収録。
14. もっとそばにきて (Santa Monica Blvd./'99 Style)
（作詞・作曲・編曲：福山雅治）
オリジナルは、2ndアルバム『LION』収録。ロサンゼルスのサンタモニカ通りでの音源[3]。ボーナス・トラックとして収録。

## 演奏
Disc 1
- 福山雅治
  - Vocal
  - Acoustic Guitar (#5)
  - Electric Guitar (#12)
  - Backing Vocals (#9)
- 白浜久：Guitars (#1)
- 根岸孝旨：Bass (#1)
- 湊雅史：Drums (#1.5)
- 斎藤誠
  - Guitars (#2)
  - Acoustic Guitar (#10.13)
  - Electric Guitar (#10)
  - Backing Vocals (#9.10.13.14)
- 小原礼：Bass (#2.8.11.12.13.14)
- 島村英二：Drums (#2)
- GENYA KUWAHARA：Synthesizer & Computer Programming (#3)
- 大村憲司：Guitars (#3)
- 後藤次利：Bass (#3)
- 青山純：Drums (#3)
- 難波正司：Keyboards (#3)
- 浜口茂外也：Percussion (#3)
- 鈴木弘明、曳田修：Backing Vocals (#3)
- 是永巧一：Guitars (#4)
- 松原秀樹：Bass (#4)
- 長谷部徹：Drums (#4)
- 大竹徹夫：Keyboards (#4)
- TAKASHI FURUKAWA：Synthesizer & Computer Programming (#5)
- 長田進
  - Electric Guitar (#5)
  - Guitars (#6)
- 美久月千晴：Bass (#5.10)
- 小島良喜：Keyboards (#5.6.9)
- PECKER：Percussions (#5)
- HITOSHI ANBAI：Synthesizer & Computer Programming (#6)
- 角田俊介：Bass (#6)
- 河村智康：Drums (#6.10)
- 今野多久郎：Percussions (#6.7.10)
- 包国充：Tenor Saxophone (#6)
- 村田和人：Backing Vocals (#6.7.9)
- 山根麻以：Backing Vocals (#6.10)
- MITSUJI HORIKAWA：Synthesizer & Computer Programming (#7)
- 佐橋佳幸
  - Guitars (#7.9)
  - Auto Harp, Backing Vocals (#7)
  - Talking Box (#9)
- 高橋教之：Bass (#7.9)
- 小田原豊：Drums (#7.9)
- 斎藤有太
  - Keyboards (#7.9)
  - Glockenspiel (#7)
- 大石真理恵：Percussion (#7)
- HIROSHI MUKAI：Backing Vocals (#7)
- 木本ヤスオ：Synthesizer Programming (#8)
- NAOKI SUZUKI：Computer Operator (#8)
- 鈴木茂：Guitars (#8)
- 沼澤尚：Drums (#8)
- Febian Reza Pane：Keyboards (#8)
- 松田幸一：Blues Harp (#8)
- 梅崎俊春：Synthesizer & Computer Programming (#9)
- 中島オバヲ：Percussion (#9)
- 坪倉唯子：Backing Vocals (#9)
- 小倉博和：Electric Guitar (#10)
- 重実徹：Keyboards, Accordion (#10)
- 成田昭彦：Percussion (#10)
- 山根栄子：Backing Vocals (#10)
- 松武秀樹：Synthesizer & Computer Programming (#11.12.13.14)
- Buzz Feiten
  - Guitars (#11)
  - Acoustic Guitar (#12.13)
  - Electric Guitar (#12.13.14)
- 山木秀夫：Drums (#11.12.13.14)
- Jai Winding：Keyboards (#11.12.13.14)
- Randy Waldman：Synthesizer (#11.12.13.14)
- Lenny Castro：Percussion (#11.12.14)
- Chuck Findly, Greg Adams：Trumpet (#11.12)
- Gary Herbig, Richard Elliot：Tenor Saxophone (#11.12)
- Steve "DOC" Kupka：Baritone Saxophone (#11.12)
- Michael Thompson
  - Electric Guitar (#13.14)
  - Acoustic Guitar (#14)
- Gang Bangs, Kayoko Brown, Cherel Graul, Matt Hyde, 岩田彩, 川上泰司, HIROAKI KENMOCHI, ITARU MAEDA, SATOSHI MANNEN, グーフィ森, MIKI NAGAMATSU, PAUL SHIKI, SANAE YAMASHITA：Backing Vocals (#13)

Disc 2
- 福山雅治
  - Vocal
  - Guitars (#3)
  - Acoustic Guitar (#4.9.13)
  - Backing Vocals (#6)
- 石川鉄男：Synthesizer & Computer Programming (#1)
- 佐橋佳幸：Guitars (#1)
- 美久月千晴：Bass (#1.8)
- 柴田俊文：Keyboards (#1)
- 大石真理恵：Percussion (#1)
- 山本拓夫：Saxophone (#1.2.6.8)
- 斎藤誠
  - Guitars (#2.10.11.12)
  - Backing Vocals (#1.2)
- Hitoshi Anbai：Synthesizer & Computer Programming (#2)
- 柳沢二三男：Guitars (#2)
- 伊藤広規：Bass (#2)
- 青山純：Drums (#2)
- 片山敦夫：Keyboards (#2)
- 重実徹：Piano (#2)
- 荒木敏男：Trumpet (#2.8)
- 村田陽一
  - Trombone (#2.8)
  - Horn Arrangement (#2)
- 山根麻衣：Backing Vocals (#2.4.10.11.12)
- 山根栄子：Backing Vocals (#2.10.11.12)
- Char：Guitars, Percussions (#3)
- 金子隆博：Flute (#3)
- 森安信夫：Synthesizer & Computer Programming (#4.5.8.9)
- 鎌田ジョージ
  - Guitars (#4)
  - Acoustic Guitar, Electric Guitar (#8)
- 荻原基文：Bass (#4.5.6.7)
- 金原千恵子ストリングス：Strings (#4.5)
- 小倉博和：Guitars (#5)
- 富田素弘
  - Keyboards (#5.8.9.13)
  - Electric Guitar (#8)
- 江口信夫：Drums (#6.7)
- 松本晃彦：Keyboards (#6.7)
- Akira Morishita：Synthesizer & Computer Programming (#6.7)
- 西川進：Guitars (#6)
- 西司：Backing Vocals (#6.7)
- 古川昌義：Guitars (#7)
- 桑野聖ストリングス：Strings (#7)
- 松本淳：Drums (#8)
- 三沢またろう：Percussion (#8.13)
- 坪倉唯子、中山みさ、高尾直樹：Backing Vocals (#8)
- 窪田晴男：Guitars (#10.11.12)
- 小原礼：Bass (#10.11.12)
- 三沢泉：Percussion (#12)
- 吉川忠英：Guitars (#13)